# ساحب (الدوادمي)
ساحب، هي قرية من فئة (ب) تقع في محافظة الدوادمي، والتابعة لمنطقة الرياض في السعودية. وتبعد ساحب عن محافظة الدوادمي بمسافة تقارب () كم.